# تشارلز لوتز
تشارلز لوتز (بالإنجليزية: Charles Lutz)‏ هو رسام وفنان أمريكي، ولد في 27 مارس 1982 في بيتسبرغ في الولايات المتحدة.